# Дом Ягодовских
Дом Ягодовских или Дом, в котором родился К. П. Ягодовский — памятник истории местного значения в Комаровке. Сейчас в здании расположен историко-краеведческий музей.

## История
Решением исполкома Черниговского областного совета народных депутатов от 17.11.1980 № 551 дому присвоен статус памятник истории местного значения с охранным № 405 под названием Дом, в котором впервые на Украине печаталась работа В. И. Ленина «Что такое «друзья народа» и как они воюют против социал-демократов?». 
Приказом Департамента культуры и туризма, национальностей и религий Черниговской областной государственной администрации от 12.11.2015 № 254 для памятника используется новое названием — Дом, в котором родился учёный и педагог К. П. Ягодовский.

## Описание
Дом построен в конце 19 века. Одноэтажный, деревянный. Состоит из 9 комнат. В период конец 19 — начало 20 веков в доме жила многодетная семья Ягодовских, где было 9 детей.  
Родился (1877 год) и детские годы в доме провёл будущий учёный и педагог Константин Павлович Ягодовский. Затем учился в классической гимназии в Нежине, которую окончил в 1895 году. 
В доме летом 1894 года впервые в Украине студентом юридического факультета Санкт-Петербуржского университета К. А. Минятковым и его женой Н. П. Ягодовской (сестра Константина Павловича Ягодовского) отпечатано на гектографе почти 100 экземпляров труда В. И. Ленина Что такое «друзья народа» и как они воюют против социал-демократов?. По свидетельством однокурсника Минятова М. М. Могилянского, летом 1893 года Минятов гостил на родине своего приятеля-студента Андрея Ягодовского. Эта поездка закончилась бракосочетанием Минятова с сестрой Ягодовского — Надеждой. Вернувшись в Петербург, Минятов вместе с другими студентами берёт участие в марксистских кружках, пишет революционные прокламации. Попадает в тюрьму. Затем, после выхода из тюрьмы, продолжает революционную деятельность. Приобретя печатную машинку и всё необходимое для изготовления гектографической массы, едет в Комаровку, где вместе с женой и с помощью его отца на протяжении двух недель изготавливает тираж труда В. И. Ленина, который переправляет в Чернигов. В связи с обысками полиции часть тиража была уничтожена, а 20-25 экземпляров были распространены в Чернигове, Киеве и Петербурге.  
В послевоенные годы в доме размещался детский сад. В 1980 году на фасаде установлена мемориальная доска (мрамор, 0,5×0,8 м), которая оповещает про напечатание ленинского труда; ныне демонтирована. Затем здание было реконструировано и переоборудовано под музей, где в 1987 году разместился историко-краеведческий музей.